# Ott Christoph Hilgenberg
Ott Christoph Hilgenberg (Grebenstein, 18 gennaio 1896 – Berlino, 21 settembre 1976) è stato un ingegnere, scienziato e umanista tedesco.
È ricordato specialmente per i suoi lavori sulla teoria della Espansione della Terra.

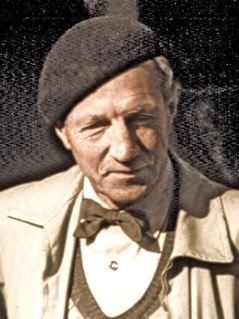
Foto di Ott Christoph Hilgenberg scattata nel 1975 da sua figlia Helge

## Biografia
Nato a Grebenstein presso Kassel, Hilgenberg era il più giovane di quattro figli. Perse il padre Hermann, direttore del Granaio Hanau, all'età di sei anni. Subito dopo i suoi esami di maturità, l'anno 1914 Hilgenberg fu chiamato per il servizio militare, lo stesso anno in cui scoppiò la prima guerra mondiale; Hilgenberg fu mandato in prima linea. La guerra lo lasciò con una perdita permanente dell'udito e una ferita a un ginocchio,causata da un colpo di pistola, che guarì abbastanza bene.
Si iscrisse alla facoltà di ingegneria elettro-meccanica presso la Technische Hochschule di Berlino (TH) (l'Università Tecnica di Berlino). Dopo aver conseguito la laurea si impiegò come assistente nella stessa facoltà fino al 1924.
Nei successivi quattro anni si recò negli Stati Uniti, dove trovò la sua reale destinazione: la Geofisica. Come leader di una serie di sondaggi geofisici, prima in Texas e poi in Nuovo Messico, lavorò a stretto contatto con geologi e geofisici per interpretare i segnali provenienti dal sottosuolo in prospezioni geologiche per l'individuazione di giacimenti petroliferi. In questo campo incontrò innumerevoli difficoltà perché non esistevano accurati mezzi di prospezione e di indagine. Queste esperienze costituirono per lui il motivo principale che, al suo ritorno all'Università di Berlino nel 1929, gli fece intraprendere la sperimentazione sistematica sul comportamento della roccia e di vari materiali. Qui i suoi studi furono sostenuti da vari professori della Technische Hochschule, che capirono l'importanza della sua ricerca, volta a migliorare i metodi per la ricerca delle risorse naturali.
Sempre nel 1929 conobbe Hanni Drewer, una giovane vedova, che sarebbe stata la sua compagna di vita. La Drewer si prese cura di lui per 46 anni. Nel 1932 nacque la loro figlia Helge.

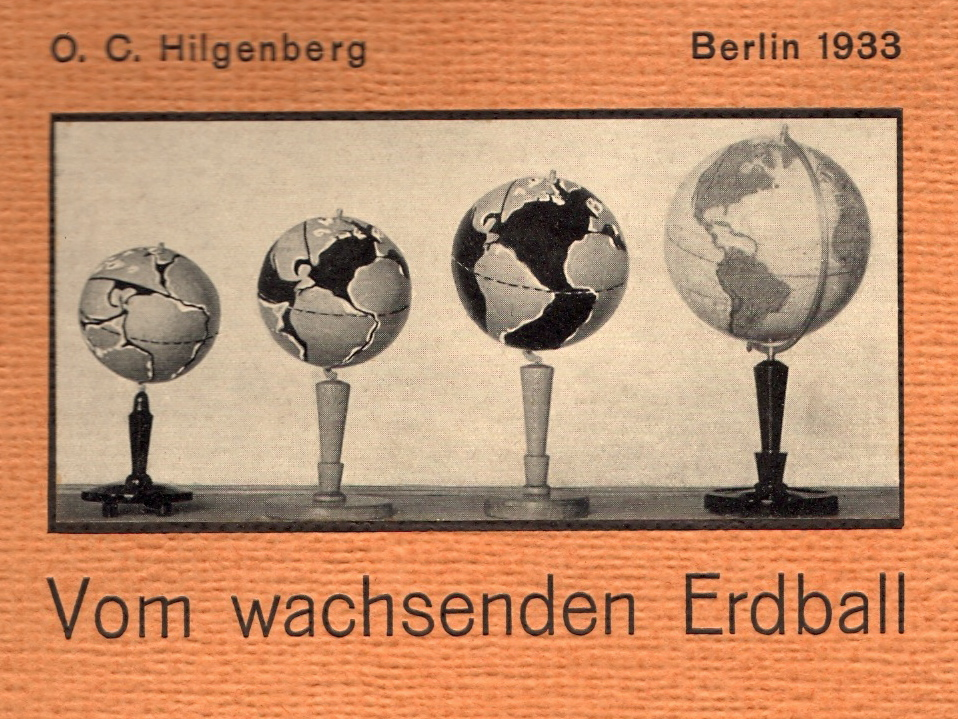
Rappresentazione dell'Espansione della Terra

Ispirato da Alfred Wegener, promulgatore della teoria della deriva dei continenti, Hilgenberg lavorò intensamente nel settore della teoria dell'Espansione della Terra. Hilgenberg aveva iniziato a scrivere la sua pubblicazione "Vom wachsenden Erdball" ( "L'espansione del Globo") quando Wegener era ancora in vita. Egli ha sempre inteso il suo lavoro come una continuazione del lavoro di Wegener. Quando Wegener morì improvvisamente nel 1931, Hilgenberg volle dedicare "Vom wachsenden Erdball" a lui. Con quattro modelli di globi, Hilgenberg fu il primo a mostrare come tutte le piattaforme continentali si adatterebbero a combaciare perfettamente se il diametro della Terra fosse circa la metà delle dimensioni di attuali.
Dal 1934 fino al 1938 Hilgenberg fu nominato assistente regolare presso l'Istituto di Cinetica della Technische Hochschule (TH) di Berlino; per due anni fu responsabile delle lezioni di base. Rifiutando di aderire al NSDAP (partito nazista), abbandonò ogni possibilità di una carriera accademica. La sua prima tesi "Über Strömungsversuche mit Senken und Quellen, die das Wesen der Schwerkraft grundlegend erklären" ("Gli esperimenti di flusso con affossamenti e fonti, che spiegano la natura fondamentale della Gravità") fu respinta dalla facoltà, soprattutto perché l'idea di etere e gravitazione era in disaccordo con la teoria speciale della relatività di Einstein.
Durante la seconda guerra mondiale, Hilgenberg lavorò presso la biblioteca della TH di Berlino. Nel 1945 ne vegliava gli edifici durante la Battaglia di Berlino, anno in cui ricevette una pallottola nel braccio sinistro. Dopo la guerra da solo - con un camion - riportò dalla zona sovietica migliaia di libri evacuati appartenenti alla TH di Berlino, ora denominata Technical University (TU). Grazie a buoni contatti, riuscì a recuperare 10.000 libri tecnici memorizzati su un terreno occupato dall'esercito britannico. Anni dopo, quando gli fu offerto di essere onorato con la nuova Bundesverdienstkreuz per il suo impegno, egli non manifestò alcun interesse.
Dopo il 1947 fu assunto come bibliotecario presso la vecchia Biblioteca di Stato nel settore orientale di Berlino. Completò la sua tesi "Die Bruchstruktur der sialischen Erdkruste" ("la frammentazione della Crosta Sialica") e nel 1948 fu promosso Dr. Ing. (dottorato) al TH. A causa del suo soggiorno a Berlino Ovest, il suo lavoro a Berlino Est finì nel 1950.
Fino alla fine della sua vita egli fu uno scienziato free-lance. Egli fu garantito dal suo ufficio per il suo lavoro scientifico al TU di Berlino nell'Istituto di Geologia e Paleontologia. Durante la sua attività presso la TH e poi la TU è sempre stato sostenuto dal professore di Geologia  H. Quiring e dal professore di Geologia e Paleontologia W. Zeil, un amico di lunga data “dell'espansione della Terra”. Hilgenberg ha pubblicato numerosi saggi.  Nel 1974 pubblicò la sua opera principale "Geotektonik, neuartig gesehen". Morì di infarto il 21 settembre 1976.
Gli originali globi di Hilgenberg non esistono più. Il dottor Giancarlo Scalera dell'Istituto Nazionale di Geofisica e Vulcanologia (INGV) di Roma ha ricostruito i modelli dei globi, che possono essere visti al Museo Geofisico di Rocca di Papa vicino a Roma.